# エッケハルト2世 (マイセン辺境伯)
エッケハルト2世（Ekkehard II., 985年頃 - 1046年1月24日）は、エッケハルディン家出身のオストマルク辺境伯（在位：1034年 - 1046年）、マイセン辺境伯（在位：1038年 - 1046年）。

## 生涯
辺境伯の領邦は、政治的・軍事戦略的に重要な地域であることから、その影響力は大きく、エッケハルディン家は皇帝や諸侯の親密な助言者の役割を担っていた。しかし、エッケハルト2世は子供がないまま亡くなった。これによりエッケハルディン家は、彼の代で消滅した。
ポーランドやボヘミアに対する東の守備隊として、ボヘミア公ブシェチスラフ1世を含む東方の脅威に対して、彼はコンラート2世やハインリヒ3世に仕えた。ブシェチスラフは、ハンガリーのペーテル・オルセオロと同盟し、ラウジッツ地方とポーランドに皇帝もおそれるほどの強大な地盤を持っていた。エッケハルトは、ハインリヒ3世の最も忠実で最も信頼できる協力者であったため、1040年および1041年のいずれの軍事行動にも従軍している。前者の戦闘は失敗に終わったが、後者の戦いに勝利し、平和条約が締結された。エッケハルトは1046年に亡くなるまでハインリヒ3世の最も親しい助言者であった。エッケハルトは、その莫大な富と地位、所領をハインリヒ3世に遺贈した。ハインリヒ3世は辺境伯の地位をヴァイマール伯ヴィルヘルム4世に与えた。
なおナウムブルク大聖堂には、寄進者を記念して1250年頃に造られたエッケハルト2世とその妻ウタ（アスカーニエン家バレンシュテット伯エジコの姉妹）の肖像彫刻がある。